# Пшечув (Опольське воєводство)
Пшечув (пол. Przeczów) — село в Польщі, у гміні Намислув Намисловського повіту Опольського воєводства.
Населення — 372 особи (2011).
У 1975-1998 роках село належало до Опольського воєводства.

## Демографія
Демографічна структура станом на 31 березня 2011 року:
|          | Загалом | Допрацездатний вік | Працездатний вік | Постпрацездатний вік |
| -------- | ------- | ------------------ | ---------------- | -------------------- |
| Чоловіки | 184     | 42                 | 125              | 17                   |
| Жінки    | 188     | 43                 | 110              | 35                   |
| Разом    | 372     | 85                 | 235              | 52                   |